# Empires
Empires és el tercer disc del grup de música electrònica VNV Nation, publicat el 1999 a Europa i el 2000 als Estats Units als segells Dependent Records i Metropolis, respectivament.
Líricament, com el títol mateix de l'àlbum ja indica, amb Empires Ronan Harris donà un toc èpic a la majoria de les cançons del disc; pel que fa a la música, VNV Nation eixamplaren el seu espectre d'influències per incloure-hi elements d'electro i trance, a més dels ja coneguts sons orquestrals. Els seus dos senzills, "Dark Angel" i "Standing", tingueren molt d'èxit a Alemanya, país on havien ja realitzat una gira l'any anterior i que constitueix un dels llocs on VNV Nation tenen el seu públic més fidel. Del segon han editat versions amb diferents ritmes.
Per a la construcció del so d'aquest disc, Harris i Jackson utilitzaren de manera predominant el sintetitzador analògic Access Virus.

## Temes
1. Firstlight - 2:10
2. Kingdom - 5:51
3. Rubicon - 6:20
4. Saviour - 6:59
5. Fragments - 5:02
6. Distant (Rubicon Part II) - 3:15
7. Standing - 5:40
8. Legion - 5:11
9. Dark Angel - 5:28
10. Archlight - 5:00

## Dades
- Enregistrat als estudis Polaris (Londres) entre agost i setembre de 1999.
- Produït per VNV Nation.
- Enginyer de so: Paul Barton.
- Temes compostos per VNV Nation.
- Disseny de portada: Nationhood i Fross.